# Crystal Lake, Saskatchewan
Crystal Lake är en sjö i Kanada.   Den ligger i provinsen Saskatchewan, i den sydöstra delen av landet, 2 100 km väster om huvudstaden Ottawa. Crystal Lake ligger 498 meter över havet. Arean är 0,55 kvadratkilometer. Den sträcker sig 1,4 kilometer i nord-sydlig riktning, och 1,3 kilometer i öst-västlig riktning.
Omgivningarna runt Crystal Lake är en mosaik av jordbruksmark och naturlig växtlighet. Trakten runt Crystal Lake är nära nog obefolkad, med mindre än två invånare per kvadratkilometer.